# Amil-nitrát
Az amil-nitrát észter típusú vegyület, melyet amilalkohol nitratálásával állíthatunk elő. Leggyakrabban kevert savat használunk az előállításra. A kevert sav, amely különböző össz aciditású kénsav-salétromsav elegy a gyakorlatban legfontosabb és leginkább alkalmazott nitráló és nitratálószer.
Az alkoholok esetében a három szénatomot tartalmazó propanoltól kezdődően többféle konstitúciós izomer létezik. Ennek eredményeképpen az észterezés során is különböző termék képződik attól függően melyik izomert használtuk alapanyagnak.

## Az amil-nitrátok tulajdonságai
Az amil-nitrátok a megfelelő amil-nitrithez hasonló tulajdonságokkal rendelkeznek.
Ezek sárga, fűszeres illatú kábító szagú, szobahőfokon cseppfolyós vegyületek
Vízben nem oldódnak, éterrel, kloroformmal korlátlanul elegyednek, gőze a levegővel robbanó elegyet képez.
Mérgező hatású, máj- és vesekárosodást okoz.

## Előállításuk
Az amil-nitrátokat a megfelelő alkohol nitratálásával nyerik. A nyers észtert desztillációval tisztítják.

## Felhasználás
Főleg szerves intermedierként állítják elő (közbenső termék). Legnagyobb mennyiségben aminokká redukálva dolgozzák fel.